# Solms
Solms est une ville allemande située dans la Hesse.
Au recensement de 2022, la ville comptait 13 862 habitants.

## Personnalités liées à la ville
- Georg Wellstein (1849-1917)[pourquoi ?], homme politique né à Oberbiel.

## Jumelages
La ville de Solms est jumelée avec :
- Liezen (Autriche) depuis 1980
- Schmiedefeld am Rennsteig (Allemagne) depuis 1990
- La Grand-Combe (France)